# José Bergamín
José Bergamín Gutiérrez (ur. 30 grudnia 1895 w Madrycie, zm. 28 sierpnia 1983 w San Sebastian) – hiszpański pisarz, eseista, poeta i dramaturg.

## Twórczość
- El Cohete y la Estrella, Indice (Biblioteca de Definición y Concordia), Madryt 1923;
- De una España peregrina (1972)
- Beltenebros y otros ensayos de literatura española (1973)
- La claridad desierta (1973)
- La risa en los huesos (1973)
- La importancia del demonio y otras cosas sin importancia (1974)
- El clavo ardiendo (1974),
- Del otoño y los mirlos (1975)
- “Apartada orilla (1976)
- El pensamiento perdido (1977)
- Velado desvelo (1978)
- Por debajo del sueño (1979)
- Poesías casi completas (1980)
- La música callada del toreo (1981)
- Al fin y al cabo (1981)